# Mucu (1920)
Mucu (japonsky: 陸奥) byla bitevní loď japonského Císařského námořnictva, druhá ze dvou lodí třídy Nagato. Pojmenována byla podle starobylé provincie Mucu na ostrově Honšú. Její stavba začala v loděnici v Jokosuce 1. června 1918, na vodu byla spuštěna 31. května 1920 a dokončena 24. října 1921.
V červnu 1942 během bitvy u Midway byla Mucu součástí hlavního svazu admirála Isoroku Jamamota společně s bitevními loděmi Jamato a Nagato, letadlovou lodí Hóšó, křižníkem Sendai, devíti torpédoborci a čtyřmi pomocnými loděmi.

## Zkáza

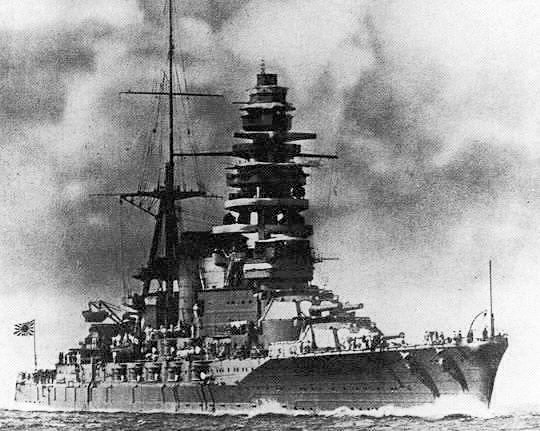
Mucu na moři po rekonstrukci

Při plavbě ve Vnitřním moři došlo 8. června 1943 na Mucu k mohutné explozi v muničním skladu číslo 3 asi 3 km na sever od dnešního památníku na ostrově Suó-Óšima. I když příčina výbuchu nebyla nikdy objasněna, prohlásila japonská vláda, že šlo o výbuch způsobený lidmi. Exploze byla tak silná, že okamžitě oddělila záď před dělovou věží číslo 3 od zbytku lodě a způsobila zaplavení kotelen a strojovny. Prakticky ihned se 163 metrů dlouhá přední část lodi převrátila na pravobok a potopila. Zemřelo 1100 mužů nejen z lodní posádky ale i včetně 140 instruktorů a kadetů z leteckého učiliště, kteří zde byli na seznamovací exkurzi. Záď se převrátila a zůstala na hladině ještě skoro 12 hodin, než dosedla na dno jen pár set metrů na jih od hlavní části vraku (33°58′ s. š., 132°24′ v. d.). Zachráněno bylo jen 350 přeživších.
Ihned po výbuchu byla japonská flota mobilizována a hledala v malé zátoce nepřátelské ponorky, ale tato snaha vyšla na prázdno. Byla zahájena operace na vyzvednutí vraku, ale brzy byla zrušena. V červenci 1944 byla z Mucu vyzvednuta pouze munice a vyčerpáno cenné palivo. Po dalších 25 let zůstala Mucu nedotčena.

## Vrak
Až mezi lety 1970 a 1978 byly prováděny pokusy o vyzvednutí vraku. Postupně byla vyzvednuta velká část přídě, kotvy, lodní šrouby, kormidlo, hlavní děla, celá záď a kompletní dělová věž číslo 4. Mnoho artefaktů je vystaveno v Muzeu památníku Mucu ve městě Tówa. Dělová věž číslo 4 je vystavena v bývalé námořní akademii v Etadžimě. Jedno z 140mm děl je k vidění v tokijské svatyni Jasukuni. Jedno 410mm dělo je vystaveno v Muzeu námořních věd v tokijské čtvrti Šinagawa.
V současnosti leží zbytek vraku Mucu na pravoboku obrácen kýlem vzhůru pod úhlem 45° v hloubce 40 metrů. Část vraku nejblíže hladině je v hloubce jen 16 metrů, a tak i když není označená, lze ji snadno najít sonarem.